# 岳阳市第九中学
岳阳市第九中学，简称岳阳市九中，是位于湖南省岳阳市的一所公立学校，同时也是岳阳市规模最大的初级中学。岳阳市第九中学是湖南省示范性中学之一。
学校现有200多名教职员工，其中有特级教师2人，中学高级教师57人，硕士研究生6人，省、市级骨干教师31人。
2009至2012年，每年岳阳市第九中学被岳阳市第一中学录取的学生都在300人以上。近几年来，学校向长沙四大名校输送了100多名优秀学生，有8名同学被新加坡中华中学公费录取。

## 合作
岳阳市第九中学是“中英校际连线”的合作项目学校，学校在2011年与英国安斯福德学院结为合作伙伴。